# Save the World (Yolanda Adams)
Save the World è il terzo album in studio della cantante gospel Yolanda Adams, pubblicato nel 1993 per l'etichetta Tribute Records.

## Tracce
1. This Joy – 4:27
2. The Battle Is The Lord's – 4:23
3. Real Love – 4:40
4. Ye Of Little Faith – 5:11
5. Let Us Worship Him – 3:51
6. Save the World – 4:35
7. Right Now – 4:20
8. I'll Always Remember – 5:18
9. Give It To Him – 4:57
10. Before I Tell Them – 3:30

Durata totale: 45:12

## Classifiche
| Classifica (1993-1994) | Posizione massima |
| ---------------------- | ----------------- |
| Stati Uniti Gospel     | 6                 |